# Jean Metzinger

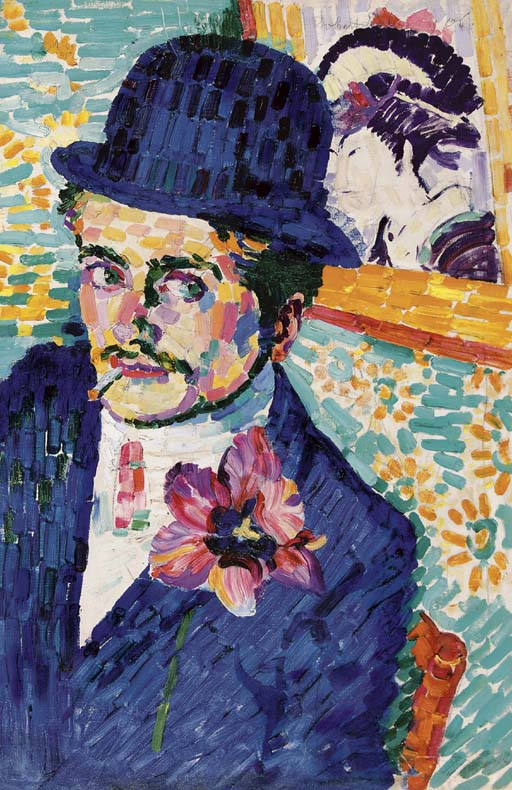
Robert Delaunay: El hombre del tulipán (Retrato de Jean Metzinger), 1906, óleo sobre lienzo, 73,5 x 48,5 cm, colección particular.

Jean Metzinger (Nantes, 1883-París, 1956) fue un pintor, poeta, teórico y crítico de arte francés. Su pintura, inscrita inicialmente en el puntillismo neoimpresionista, se relacionó posteriormente con el fauvismo y el cubismo.

## Biografía
En 1903 Metzinger llegó a París. Después de haber experimentado el neoimpresionismo y el fauvismo, se dedicó a obras más personales (Retrato de Apollinaire, 1910). Amigo de Max Jacob y de Guillaume Apollinaire, se convirtió pronto en un habitual del Bateau Lavoir y se encaminó hacia un cubismo analítico ortodoxo (Desnudo, 1910).
Metzinger, gracias a su talento como escritor, fue el primero en relatar la práctica del pintor de Montmartre, ausentes de los Salones. Así, en su artículo (Nota acerca de la pintura, 1910) explica que Braque y Picasso se habían despojado de la perspectiva tradicional y se habían tomado la libertad de girar alrededor de los objetos, lo cual le permitía hablar, por primera vez de totalidad.
En 1911 decidió librarse de la influencia excesiva de los pioneros de la vanguardia y se dedicó a pintar obras más originales (La Merienda, 1911). Posteriormente comenzaría una frase más analítica, con un estudio más complejo del tema, al que presentaba bajo diferentes ángulos (La pluma amarilla, 1912). A partir de 1914-1915, mantendría este estilo de manera más simplificada (Mujer con espejo, abril de 1916).
Por la fragmentación de los objetos y su voluntad de mostrarlos en varias caras mediante el giro del plano visual sobre un eje, el arte Metzinger está claramente emparentado con el cubismo de los primeros tiempos (1908-1910). Pero por su preocupación por la anécdota y por su sistema de iluminación clásico, pertenece también al arte tradicional (Las bañistas, 1913). En este aspecto, se encuentra próximo a su amigo Albert Gleizes, con el que escribió el libro Du cubismo (Sobre el cubismo).